# 川口市立医療センター
川口市立医療センター（かわぐちしりついりょうセンター、英称：Kawaguchi Municipal Medical Center）は、埼玉県川口市にある市立の病院。また、埼玉県災害拠点病院（基幹災害医療センター）に指定されている。

## 沿革

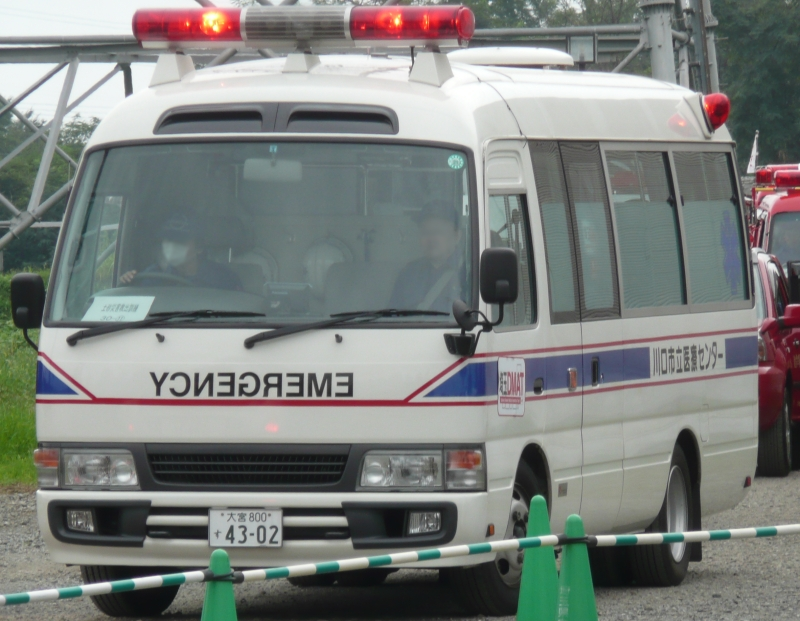
ドクターカー

- 1947年2月11日 - 国民健康保険直営病院開設
- 1951年4月1日 - 国民健康保険組合を解散して、川口市が継承し「川口市民病院」となる
- 1957年4月1日 - 川口市民病院附属准看護学院設置
- 1969年4月1日 - 附属高等看護学院2年課程（夜間3年）設置
- 1976年4月1日 - 附属高等看護学院(1部)3年課程〔全日制〕設置、川口市川口6丁目5-14に移転
- 1987年4月1日 - 附属安行診療所開設
- 1990年4月1日 - 附属神根分院開設（200床）
- 1994年4月1日 - 附属看護学院は、川口市立看護学校と組織替え、分離
- 1994年4月25日 - 附属本町診療所開設
- 1994年5月1日 - 川口駅を最寄り駅の本町から新井宿に移転し、川口市民病院から川口市立医療センターに名称変更
- 2006年7月10日 - 埼玉DMAT指定病院の指定を受ける。
- 2017年10月25日 - 地域医療支援病院の承認を受ける。

## 診察科
- 内科（総合診療科）
- 消化器内科
- 血液内科
- 脳神経内科
- 呼吸器内科
- 腎臓内科
- 糖尿病内分泌内科
- 循環器科・集中治療科
- 小児科
- 外科
- 消化器外科
- 乳腺外科
- 呼吸器外科
- 小児外科
- 脳神経外科
- 整形外科
- 形成外科
- 心臓外科
- 産婦人科
- 眼科
- 耳鼻咽喉科
- 皮膚科
- 泌尿器科
- 麻酔科
- 放射線科
- リハビリテーション科
- 精神科

## 特殊診察科
- 救命救急センター
- 周産期センター

## 診療支援部門
- 画像診断センター
- 臨床検査科
- 臨床栄養科
- 臨床工学科

## その他
- 総合健診センター（人間ドック、予防接種）
- 在職中の市長だった岡村幸四郎はこの病院で最期を迎えた。
- 2023年（令和5年）7月4日、トラブルで負傷して救急搬送されてきたクルド人をめぐり、病院前に対立するクルド人同士約100人が集結。機動隊が駆けつける騒ぎとなり、救急の受付が5時間以上停止する事態となった（川口クルド人病院騒動）[1]。

## 付属診療所
- 本町診療所　川口市本町3-6-30
- 安行診療所　川口市安行原191-1

## 先進医療
以下の先進医療を実施している。
- 乳がんにおけるセンチネルリンパ節の同定と転移の検索

## 交通アクセス
- 埼玉高速鉄道新井宿駅より徒歩約７分

路線バス(国際興業バス)
川口市みんななかまバス
赤20 赤羽駅東口～新井宿駅～川口市立医療センター
赤20-2 川口元郷駅→川口市立医療センター
蕨06 蕨駅東口～川口市立医療センター～新井宿駅
川23 川口駅東口～川口市立医療センター～新井宿駅
西川06（二代） 西川口駅東口～川口市立医療センター～新井宿駅